# Tháng Pizza Quốc gia
Tháng Pizza Quốc gia (tiếng Anh: National Pizza Month) là ngày lễ kỷ niệm của người Mỹ diễn ra vào tháng 10 hàng năm.

## Lịch sử
Lễ kỷ niệm này bắt đầu vào tháng 10 năm 1984, và do nhà xuất bản tạp chí Pizza Today là Gerry Durnell tạo ra. Một số người cử hành ngày lễ tháng pizza quốc gia bằng cách tiêu thụ nhiều loại bánh pizza hoặc lát bánh pizza riêng biệt, hoặc đi đến các tiệm bánh pizza khác nhau. Trong tháng, một số tiệm bánh pizza sẽ tặng pizza hoặc lát pizza miễn phí cho khách hàng hoặc tung ra các chương trình khuyến mãi giảm giá. Một số doanh nghiệp thực hiện các đợt gây quỹ, quyên góp tiền bán bánh pizza nhằm mang lại lợi ích cho các tổ chức hoặc hội từ thiện khác nhau. Một số tiệm bánh pizza tạo ra những chiếc bánh pizza độc đáo mà họ không thường xuyên cung cấp. Ví dụ, quán Mamma Mia! Pizza Kitchen ở Levelland, Texas đã tạo ra loại bánh pizza được chế biến từ thịt rắn đuôi chuông vào năm 2009 để kỷ niệm tháng này.